# 케니 웨인 셰퍼드
케니 웨인 셰퍼드(Kenny Wayne Shepherd, 1977년 6월 12일 ~ )는 미국의 가수 겸 기타리스트이다.